# Список керівників держав 212 року
В даній статті представлені керівники державних утворень. Також фрагментарно зазначені керівники нижчих рівнів. З огляду на неможливість точнішого датування певні роки володарювання наведені приблизно.
Список керівників держав 212 року — це перелік правителів країн світу 212 року.
Список керівників держав 211 року — 212 рік — Список керівників держав 213 року — Список керівників держав за роками

## Європа
- Боспорська держава — цар Рескупорід III (210-228)
- Ірландія — верховний король Лугайд мак Кон (195-225)
- Римська імперія
  - імператор Каракалла (211-217)
    - консул Гай Юлій Аспер (212)
    - консул Гай Юлій Камілл Аспер (212)
      - Дакія — Луцій Марій Перпетв (212-215)
      - Далмація — Марк Нуммій Умбрій Прім Сенеціон Альбін (212-214/217)
      - Нижня Германія — Луцій Луккей Мартін (211-212)
      - Верхня Мезія — Луцій Марій Перпетв (211-214)

## Азія
- Близький Схід
  - Бану Джурам (Мекка) — шейх Амр ібн Рабіа (206/207-215)
  - Велика Вірменія — цар Хосров I (198-217)
- Іберійське царство — цар Рев I Справедливий (189-216)
- Індія
  - Кушанська імперія — великий імператор Васудева I (191-225)
  - Царство Сатаваханів — магараджа Віджая Сатавахана (207-213)
  - Західні Кшатрапи — Рудрасана I (200-222)
  - Чера — Янаікат-сей Мантаран Черал (201-241)
- Китай
  - Династія Хань — імператор Лю Сє (189-220)
    - шаньюй південних хунну Хучуцюань (195—216)
    - володар держави сяньбі Будугень (210—233)
- Корея
  - Когурьо — тхеван (король) Сансан (197-227)
  - Пекче — король Керу Чхого (166-214)
  - Сілла — ісагим (король) Нехе (196-230)
  - Осроена — Абгар IX (177-212); Абгар X Ма'ну (212-214)
- Персія
  - Парфія — шах Вологез V (208-223)
- Сипау (Онг Паун) — Пау Ай П'яу (207-237)
- Харакена — цар Абінерга III (210-222)
- плем'я Хунну — шаньюй Хучуцюань (195-215)
- Японія — Імператриця Дзінґу (201-269)
- Ліньї — Шрі Мара (192—220)

## Африка
- Аксумське царство — Елла Азгуагуа (141-218)
- Царство Куш — цар Аріесбехе (209-228)
  - Африка — Гай Валерій Пуденс (211-212)
  - Єгипет — Луцій Бебій Аврелій Юнцін (212-213)